# はだしの王女マリエッタ
『はだしの王女マリエッタ』（はだしのおうじょマリエッタ）は、牧村ジュンによる日本の漫画作品。
『なかよし』（講談社）にて連載された。

## 書誌情報
- はだしの王女マリエッタ、初版発行日 1978年5月4日
  - 星ふる夜にルルル…（1977年9月号）／はねのない天使（1977年11月号「はねのない天使～愛の名作シリーズ2 」）